# Batik

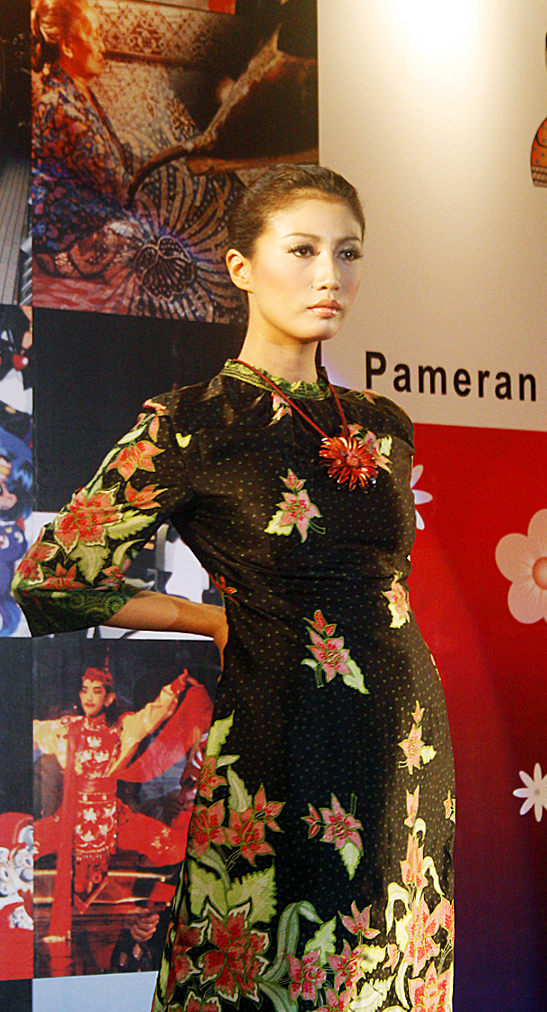
Suknia batikowa

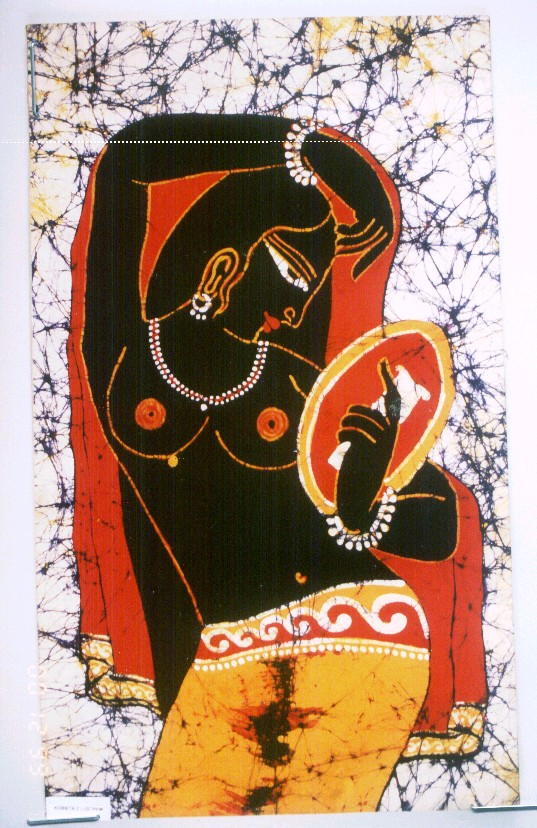
Kobieta z lustrem

Batik – technika malarska polegająca na nakładaniu wosku i kąpieli tkaniny w barwniku, który farbuje jedynie miejsca niepokryte warstwą wosku. Dla uzyskania specjalnych efektów proces woskowania i farbowania można powtarzać wielokrotnie.
Wzory na tkaninie, najczęściej bawełnianej, uzyskuje się przez pokrywanie płótna gorącym woskiem. Używa się do tego pędzla, patyczka, szpatułki i tjantingu (przyrządu do malowania na tkaninach). Następnie tkaninę zanurza się w zimnej kąpieli barwiącej. Miejsca pokryte woskiem pozostają niezabarwione. Po wysuszeniu można nałożyć kolejną woskową fazę wzoru i ponownie barwić w ciemniejszym barwniku. Czynność tę powtarza się wielokrotnie. Po wykonaniu projektowanego wzoru tkaninę prasuje się przez biały papier. Batik to technika wykonywana przez pokolenia, najbardziej popularna w Indonezji i innych krajach Azji, gdzie najczęściej do formowania pozycji batiku używa się skór zwierzęcych.
W roku 2009 indonezyjski batik został wpisany na listę niematerialnego dziedzictwa kulturowego UNESCO.
Technologią farbiarstwa tkanin zajmowało się Stowarzyszenie Warsztaty Krakowskie w I połowie XX wieku. Antoni Buszek prowadził w Krakowie pracownię batiku, zatrudniając dziewczęta z podkrakowskich miejscowości, które potem prowadziły indywidualną działalność artystyczną.